# Малое Танаково
Малое Танаково (мар. Шавыксола) — деревня в Новоторъяльском районе Республики Марий Эл. Входит в состав Масканурского сельского поселения.

## География
Находится в северо-восточной части республики Марий Эл на расстоянии приблизительно 7 км по прямой на север от районного центра посёлка Новый Торъял.

## История
Деревня была основана в 1804 году. В 1811 году здесь было 11 дворов. В 1884 году здесь проживали в 12 дворах 73 жителя. В 1909 году в ней проживали 115 человек. В 1917 году в селении насчитывалось 19 дворов, в 1942 году было 23 крестьянских хозяйства, 96 человек, в 1973 году было 12 хозяйств. В 1999 году осталось 7 домов. В советское время работали колхозы «У вий» и «Толмань».

## Население
Население составляло 19 человек (мари 100 %) в 2002 году, 19 в 2010.